# John Clarke (fizik)
John Clarke, FRS, angleški fizik, * 10. februar 1942.
Clarke je najbolj znan po delovanju na področju superprevodnosti, za kar je leta 2004 prejel Hughesovo medaljo.

## Nagrade
- Hughesova medalja (2004)

1. ↑  Freebase Data Dumps — Google.